# Lac Bailly
Lac Bailly är en sjö i Kanada.   Den ligger i regionen Abitibi-Témiscamingue och provinsen Québec, i den sydöstra delen av landet, 400 km norr om huvudstaden Ottawa. Lac Bailly ligger 386 meter över havet. Arean är 7 kvadratkilometer. Den sträcker sig 6,7 kilometer i nord-sydlig riktning, och 3,0 kilometer i öst-västlig riktning.
I omgivningarna runt Lac Bailly växer i huvudsak blandskog. Trakten runt Lac Bailly är nära nog obefolkad, med mindre än två invånare per kvadratkilometer.